# قصر أتامان
قصر أتامان (بالروسية: Особняк Великановой) هو نصب معماري يقع في مدينة نوفوتشركاسك، روستوف أوبلاست، روسيا، بُني في عام 1863. وكان المقر الرسمي لأتامان دون أوبلاست المضيف. وقد زار القصر كُلّ من ألكسندر الثاني، ونيكولاي الأول وألكسندر الثالث.
يعتبر القصر معلمة من معالم التراث الثقافي الروسي.

## تاريخ

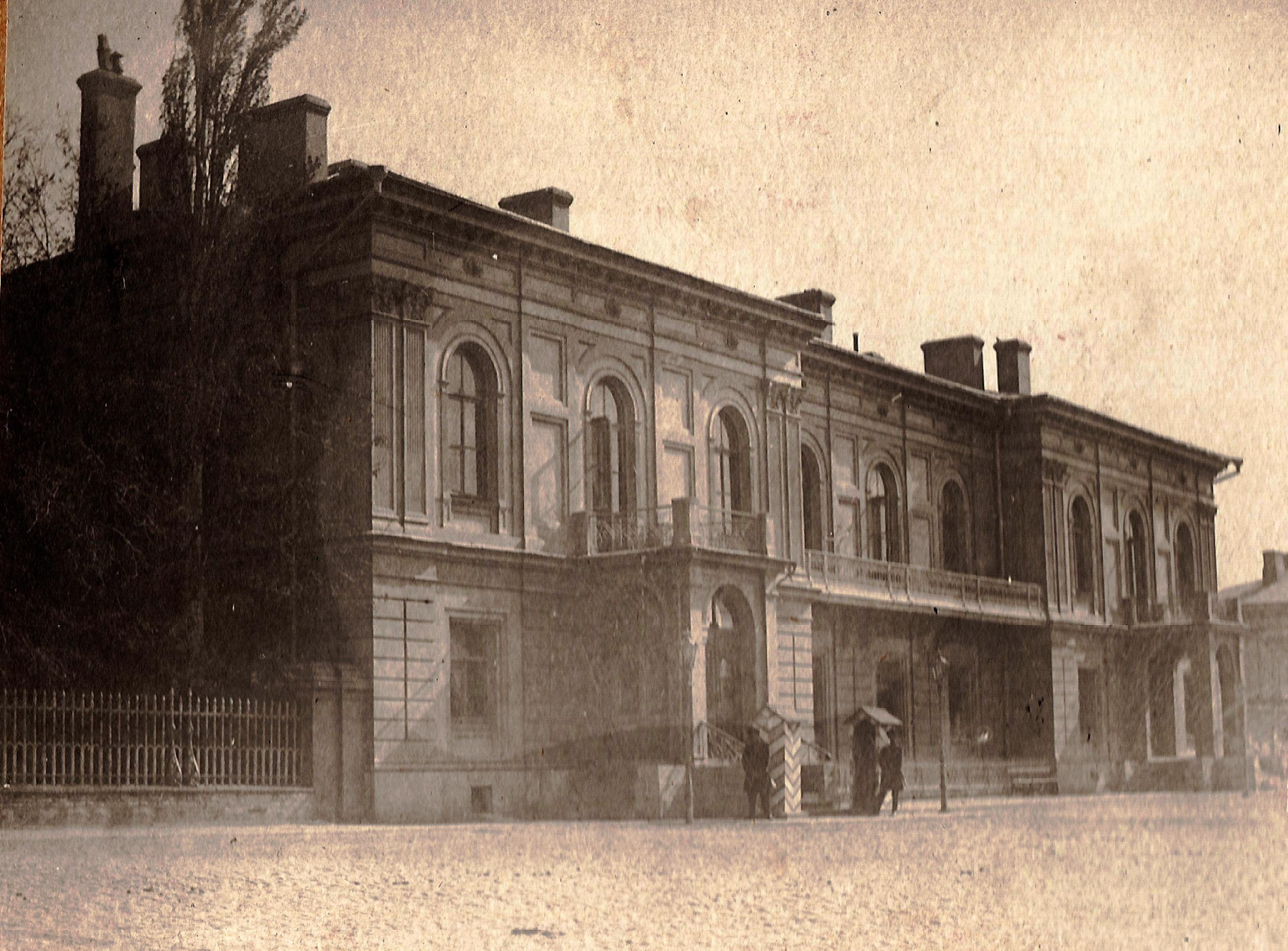
قصر أتامان سنة 1905

تم بناء قصر أتامان في الفترة من 1860 إلى 1863 على مشروع المهندس المعماري إيفان فالبريد (Ivan Valprede).
في عام 1867، بعد محاولة اغتيال ألكسندر الثاني الفاشلة، تم بناء كنيسة بيت سانت سميون من بلاد فارس في القصر.

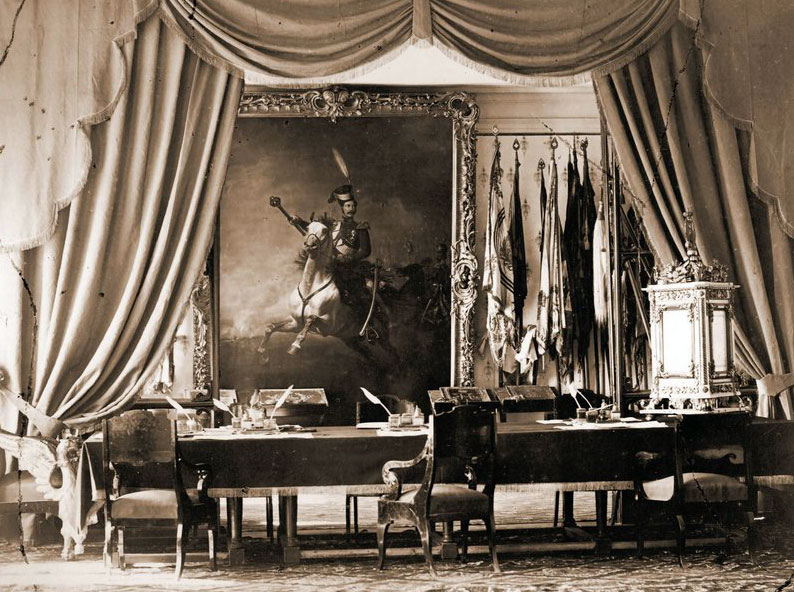
قصر أتامان من الداخل

خلال الحرب الأهلية الروسية، كان قصر أتامان مقر قادة الحركة البيضاء في الدون. في 30 يونيو 1942، عندما احتلت نوفوشركاسك من قبل الفيرماخت، استضيف مكتب الاحتلال العسكري الألماني في قصر أتامان.
في عام 1998، تم تجديد المبنى وأعطي في وقت لاحق لمتحف دون القوزاق.